# Ливингстон (Луизијана)
Ливингстон (енгл. Livingston) град је у америчкој савезној држави Луизијана.

## Демографија
По попису из 2010. године број становника је 1.769, што је 427 (31,8%) становника више него 2000. године.
| Група             | 2000.         | 2010.         |
| Белци             | 1.282 (95,5%) | 1.638 (92,6%) |
| Афроамериканци    | 40 (3,0%)     | 74 (4,2%)     |
| Азијати           | 3 (0,2%)      | 2 (0,1%)      |
| Хиспаноамериканци | 7 (0,5%)      | 36 (2,0%)     |
| Укупно            | 1.342         | 1.769         |